# Plaine des Osmondes
La plaine des Osmondes est un plateau de l'île de La Réunion. Partie du territoire communal de Saint-Rose, elle est située au cœur du massif du Piton de la Fournaise dans la partie septentrionale de l'Enclos Fouqué, soit la dernière caldeira formée par le piton de la Fournaise. Ce faisant, elle est délimitée au nord par le rempart de Bois Blanc ainsi que par le Nez Coupé de Sainte-Rose tandis qu'à l'est elle glisse vers les Grandes Pentes. 
Elle est baptisée par Bory de Saint-Vincent en 1801 et tire son nom de la présence de fougères de l'espèce Blechnum tabulare appelées improprement « osmondes ».